# Мерлони, Франческо
Франческо Мерлони (итал. Francesco Merloni; 17 сентября 1925, Фабриано, Марке — 1 октября 2024, Фабриано, Марке) — итальянский инженер и политик.

## Биография
Родился в Фабриано 17 сентября 1925 года. Получил степень в области промышленной инженерии в Пизанском университете в 1953 году.
После окончания университета Мерлони начал свою карьеру в семейной компании Merloni в 1954 году и проработал там до 1972 года. С 1972 по 1998 год он был избран в сенат Италии. Он был сенатором от христианских демократов до 1992 года. Он также был членом парламента. На выборах 1976, 1979, 1983 и 1987 годов он был избран депутатом от христианских демократов.
Мерлони был министром общественных работ в кабинете, возглавляемом премьер-министром Джулиано Амато с 28 июня 1992 года по 27 апреля 1993 года. Он сохранил свой пост в следующем кабинете, возглавляемом премьер-министром Карло Адзельо Чампи с 28 апреля 1993 года по 9 мая 1994 года.
Он также возглавлял Ariston Thermo Group до 2011 года.
Скончался 1 октября 2024 года в своём доме в Фабриано в возрасте 99 лет.